# Ендру Селискар
Ендру Селискар (Шарлот, 26. септембар 1996) амерички је пливач који се специјализовао за трке слободним и делфин стилом на 200 и 400 метара. Некадашњи је светски јуниорски првак и рекордер на 200 метара слободним стилом. 

## Спортска каријера
Селискар је пливањем почео да се бави веома рано, још као петогодишњи дечак. Прво веће такмичење на коме је учествовао су били Амерички олимпијски трајалси 2012, док је на међународној сцени дебитовао годину дана касније, на Светском јуниорском првенству у Дубаију, где је освојио златну медаљу у трци на 200 метара делфин стилом. 
Прво велико сениорско такмичење на коме је учествовао је била Универзијада у Квангџуу 2015, где је као члан америчке штафете на 4×200 слободно освојио златну медаљу (пливао је само у квалификацијама). 
Током 2017. доживео је озбиљну повреду руке због које је пропустио целу пливачку сезону, а успешан повратак на међународну сцену је имао 2018, као учесник Панпацифичког првенства у Токију, где је освојио по једну златну и сребрну медаљу.  
На светским првенствима је дебитовао у корејском Квангџуу 2019, где је пливао у две дисициплине. У појединачној трци на  200 слободно заузео је 15. место у полуфиналу и није успео да се пласира у финале. Пливао је обе трке за америчку штафету на 4×200 слободно са којом је освојио бронзану медаљу. 